# Дексион
Дексион или Гьорче Петров II (на македонска литературна норма: Дексион/Ѓорче Петров II) е скопски квартал в крайната западна част на града. Част е от община Гьорче Петров.

## История
Като населено място Дексион съществува от 1963 г., когато започва изграждането. След Скопското земетресение започва изграждане на къщи, дарени от Германия и Великобритания. Те се изграждат в района на тогавашните овощни градини, за да се настанят останалите без дом, в резултат на земетресението, скопяни. Този квартал днес има всички условия за функционирането си като такъв: основно училище, градина, библиотека, болница, пазар, дом за палиативни грижи „Сиу Райдер“ и други. Тук се намира началната станция на автобус № 5, а през квартала минават автобуси 2, 5, 12, 32, 56, 60 и 11. Кварталът е мултиетнически и един от малкото, в които има турска махала.
Известни личности, които живеят в квартала са Благой Чушков, поетите Светлана Христова – Йоцич и Тодор Чаловски, актрисата Зиба Радончич и певицата Смиля Митревска.

## Галерия
- Една от първите сгради в Дексион, 1963
- Изграждане на Дексион след земетресението
- Монтажни обекти в Гьорче Петров II